# Wufeng (Taichung)
Wufeng (chinesisch 霧峰區, Pinyin Wùfēng qū, W.-G. Wu-feng Chü) ist ein Bezirk der regierungsunmittelbaren Stadt Taichung im Westen der Republik China auf Taiwan.

## Einrichtungen
In Wufeng hat das Taiwanische Forschungsinstitut für Landwirtschaft (農業試驗所, Taiwan Agricultural Research Institute, TARI) seinen Standort. Das Institut wurde schon 1895 zur Zeit der japanischen Herrschaft über Taiwan eingerichtet und hatte ursprünglich seinen Sitz in Taipeh. Im Dezember 1977 wurde es aus Platzgründen an seinen heutigen Standort in Wufeng verlegt.

## Tourismus
- Museum zum 921-Erdbeben